# 大沢温泉 (岩手県)
大沢温泉（おおさわおんせん）は岩手県花巻市（旧国陸奥国、明治以降は陸中国）の花巻温泉郷にある温泉。

## 泉質
- 弱アルカリ性単純温泉

## 温泉街
一軒宿の「大沢温泉」が存在する。但し一軒宿と言っても、新館である「山水閣」、南部藩主の定宿であった「菊水館」、湯治場である「自炊部」から成り、その規模は大きい。一軒宿の入り口には、相田みつをの書が看板となって存在する。
自炊部にある豊沢川沿いの混浴露天風呂「大沢の湯」が有名である。

## 歴史
平安時代初期に坂上田村麻呂が発見したと伝えられる。
江戸時代には歴代の南部藩主も利用したといわれる。また、宮沢賢治、高村光太郎らの文人もよく利用した。宮沢賢治は農学校の教員時代に生徒を連れて訪れたこともあった。高村光太郎はこの温泉を「本当の温泉の味がする」と評した。

## 金勢まつり
毎年4月末に温泉地にて催される。大沢温泉の金勢神社の御神体は、重さ150kg、長さ1.4mのケヤキの金勢様と呼ばれる男根である。金勢神社は大沢温泉の大久保山に鎮座しているが、冬期間だけ温泉内の仮宮に金勢様が移動されて安置されている。「大沢温泉金勢まつり」は金勢様が大久保山の本宮に戻る前に、金勢様を担いで練り歩き、最後に露天風呂に半纏姿の女性たちが入浴させて洗い清めるというもの。金勢様が入った温泉に入浴すると、縁結びや子宝に霊験があるとされている。なお、温泉は女陰であるとされ、温泉が枯れないように男根である金勢様を祀っているといわれている。そのため東北地方には大沢温泉のように金勢様を祀っている温泉が多い。